# 윌리엄 에이스

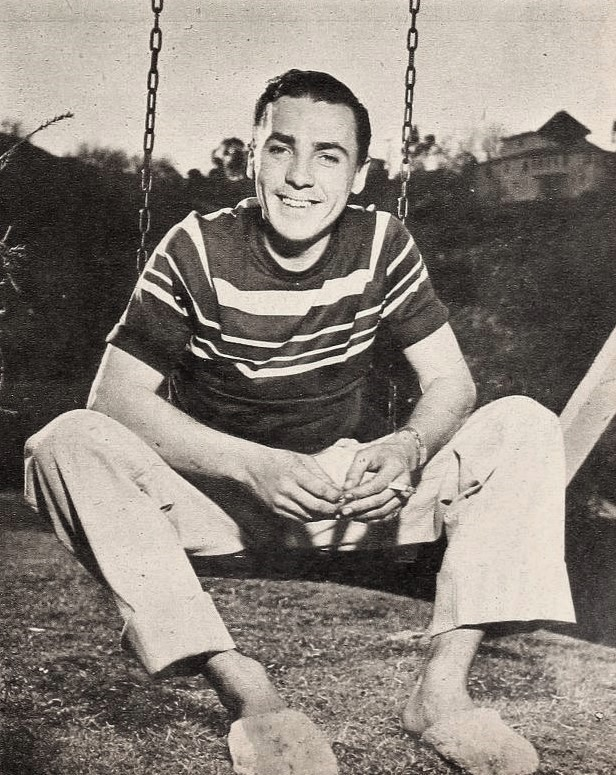

윌리엄 아이스(William Eythe, 1918년 4월 7일 ~ 1957년 1월 26일)는 미국의 영화배우, 연극 배우, 텔레비전 배우이다.
로스앤젤레스에서 사망하였다. 사인은 간염이다.

## 영화
- 센테니얼 썸머 (1946년)
- 로얄 스캔달 (1945년)
- 92번가 집 (1945년)
- 윙 앤 프레어 (1944년)
- 윌슨 (1944년)
- 베르나데트의 노래 (1943년)
- 옥스보우 인서던트 (1943년)